# Never Been Better
Never Been Better é o quarto álbum de estúdio do cantor britânico Olly Murs, foi lançado pela Epic Records no dia 21 de novembro de 2014 no Reino Unido.
O álbum foi precedido pelo lançamento do single chefe "Wrapped Up" no dia 16 de novembro de 2014, no qual Murs alcançou outro top cinco, alcançando a #3 posição no UK Singles Chart. O segundo single a ser lançado do álbum será a colaboração com a cantora Demi Lovato "Up", foi lançado dia 11 de dezembro de 2014.

## Alinhamento de faixas
| Never Been Better – versão padrão |                                       |                                                                            |                                        |         |  |
| N.º                               | Título                                | Compositor(es)                                                             | Produtor(es)                           | Duração |  |
| 1.                                | "Did You Miss Me"                     | Olly Murs, Jason Evigan, Sean Douglas                                      | Jason Evigan, Dan Brook                | 3:16    |  |
| 2.                                | "Wrapped Up" (featuring Travie McCoy) | Murs, Steve Robson, Claude Kelly, McCoy                                    | Steve Robson                           | 3:05    |  |
| 3.                                | "Beautiful to Me"                     | Murs, Robson, Martin Johnson, Sam Hollander                                | Johnson, Kyle Moorman, Brandon Paddock | 4:05    |  |
| 4.                                | "Up" (featuring Demi Lovato)          | Wayne Hector, Daniel Davidsen, Maegan Cottone, Peter Wallevik, Mich Hansen | Davidsen, Wallevik, Cutfather          | 3:44    |  |
| 5.                                | "Seasons"                             | Ryan Tedder, Ammar Malik, Noel Zancanella                                  | Tedder, Zancanella, Jason Elliott      | 3:37    |  |
| 6.                                | "Nothing Without You"                 | Murs, Tom Barnes, Pete Kelleher, Ben Kohn, Hector, Iain James, Mike Posner | Barnes, Kelleher, Kohn                 | 3:34    |  |
| 7.                                | "Never Been Better"                   | Murs, Barnes, Kelleher, Kohn, Hector                                       | Barnes, Kelleher, Kohn                 | 4:16    |  |
| 8.                                | "Hope You Got What You Came For"      | Murs, Robson, Hector                                                       | Steve Robson                           | 3:25    |  |
| 9.                                | "Why Do I Love You"                   | Murs, Barnes, Kelleher, Kohn, Jamie Scott                                  | Barnes, Kelleher, Kohn                 | 3:42    |  |
| 10.                               | "Stick With Me"                       | Murs, Hector, Steve Mac, John Newman                                       | Steve Mac                              | 3:37    |  |
| 11.                               | "Can't Say No"                        | Murs, Robson, Kelly                                                        | Steve Robson                           | 3:10    |  |
| 12.                               | "Tomorrow"                            | Murs, Robson, Hector                                                       | Steve Robson                           | 3:38    |  |
| 13.                               | "Let Me In"                           | Murs, Paul Weller                                                          | Paul Weller                            | 4:03    |  |

| Never Been Better – versão Deluxe (Faixas bônus) |                        |                                    |                                   |         |  |
| N.º                                              | Título                 | Compositor(es)                     | Produtor(es)                      | Duração |  |
| 14.                                              | "We Still Love"        | Murs, Robson, Sam Romans           | Steve Robson                      | 3:15    |  |
| 15.                                              | "Us Against the World" | Murs, Scott, Toby Smith            | Jamie Scott, Toby Smith, Matt Rad | 3:27    |  |
| 16.                                              | "Ready for Love"       | Murs, Scott, Matt Prime, Phil Cook | Jamie Scott, Matt Prime           | 3:26    |  |
| 17.                                              | "History"              | Murs, Robson, Kelly                | Steve Robson                      | 2:50    |  |

## Unwrapped EP
Unwrapped é um EP ao vivo grátis exclusivo para ao Google Play. Que teve o lançamento no dia 12 de dezembro de 2014.
| Unwrapped - EP – versão padrão |                                                |                                     |               |         |  |
| N.º                            | Título                                         | Compositor(es)                      | Produtor(es)  | Duração |  |
| 1.                             | "Wrapped Up" (Live)                            | Murs, Robson, Kelly, McCoy          | Robson        | 3:02    |  |
| 2.                             | "History" (Live)                               | Murs, Robson, Kelly                 | Robson        | 3:02    |  |
| 3.                             | "Dear Darlin'" (Live)                          | Murs, Ed Drewett, Jim Eliot         | Drewett,Eliot | 3:45    |  |
| 4.                             | "Troublemaker" (Live)                          | Murs, Robson, Kelly, Tramar Dillard | Robson        | 2:56    |  |
| 5.                             | "I Wish It Could Be Christmas Everyday" (Live) | Roy Wood                            | Wood          | 3:49    |  |